# Ivan Maewski
Ivan Maewski (en biélorusse : Iван Маеўскi, en russe : Иван Маевский), né le 5 mai 1988 à Magdebourg en Allemagne de l'Est, est un footballeur international biélorusse, qui évolue au poste de milieu défensif.

## Biographie

### Carrière de joueur
Ivan Maewski dispute 5 matchs en Ligue Europa.

### Carrière internationale
Ivan Maewski compte 29 sélections avec l'équipe de Biélorussie depuis 2015.
Il est convoqué pour la première fois par le sélectionneur national Aleksandr Khatskevich pour un match des éliminatoires de l'Euro 2016 contre la Macédoine le 27 mars 2015 (victoire 2-1).

## Palmarès
- Avec le FK Minsk
  - Vainqueur de la Coupe de Biélorussie en 2013